# Alacranita
La alacranita es un mineral de la clase de los sulfuros, químicamente es un sulfuro de arsénico. Debe su nombre a que en 1986 fue descubierto y descrito por primera vez a partir de especímenes de la "mina Alacrán", en Tierra Amarilla, provincia de Copiapó (Chile). También fue codescubierto en una mina de Kamchatka (Rusia). Sinónimo de este mineral es "IMA1985-033".

## Hábito
Suele presentarse en cristales bien formados de hasta 1 mm, que son pinacoidales, prismáticos y aplanados en una dirección del espacio, mientras que en otra dirección del espacio presentan estrías paralelas.

## Formación y yacimientos

### Ambiente de formación
Puede formarse en zonas de condensación hidrotermal en sistema mercurio-antimonio-arsénico, como cemento en grava arenosa, que es como aparece en un yacimiento en Rusia; también puede formarse a baja temperatura en un depósito hidrotermal polimetálico, como es el caso de un yacimiento en Papúa Nueva Guinea.

### Rocas y minerales asociados
Las rocas en que puede encontrarse son las vetas y filones hidrotermales que sean ricos en arsénico y azufre.
Suele aparecer asociados a: rejalgar,  oropimente,  pirita,  esfalerita,  galena,  calcopirita y otros.

### Localidades
Hay yacimientos importantes en: Haskovo (Bulgaria), Atacama (Chile), Bohemia (Chequia), Baden-Württemberg, Sajonia y turingia (Alemania), Honshu (Japón), Nueva Irlanda (Papúa Nueva Guinea), Harghita (Rumanía) o Kamchatka (Rusia).